# Borolia punctata
Borolia punctata là một loài bướm đêm trong họ Noctuidae.